# Distretto di Muborak
Il distretto di Muborak è uno dei 13 distretti della Regione di Kashkadarya, in Uzbekistan. Il capoluogo è Muborak.